# 画-ROW
『画-ROW』（が-ろう）は、水元昭嗣による日本の漫画。『週刊少年ジャンプ』（集英社）において、1998年1号から同年11号まで連載された。物語の舞台は1994年から1999年となっている。

## 登場人物
画朗（がろう）
本作の主人公。指先に爪の代わりに毛が生えている少年。一日の大半を屋敷を過ごしている。一人称は「私」。興奮すると髪の毛が逆立ちし、言動も「オレ」になる。
じぃ
画朗を育てている執事。
ミカ
殺し屋に追われていた少女。
山田（やまだ）
ミカを追いかけていた殺し屋。
田中（たなか）
山田とともにミカを追いかけていた殺し屋の仲間。

## 書誌情報
- 水元昭嗣『画-ROW』集英社〈ジャンプ・コミックス〉、1998年4月3日発売[2]、ISBN 4-08-872547-6